# Oleria alexina
Oleria alexina är en fjärilsart som beskrevs av William Chapman Hewitson 1859. Oleria alexina ingår i släktet Oleria och familjen praktfjärilar. Inga underarter finns listade i Catalogue of Life.

## Bildgalleri

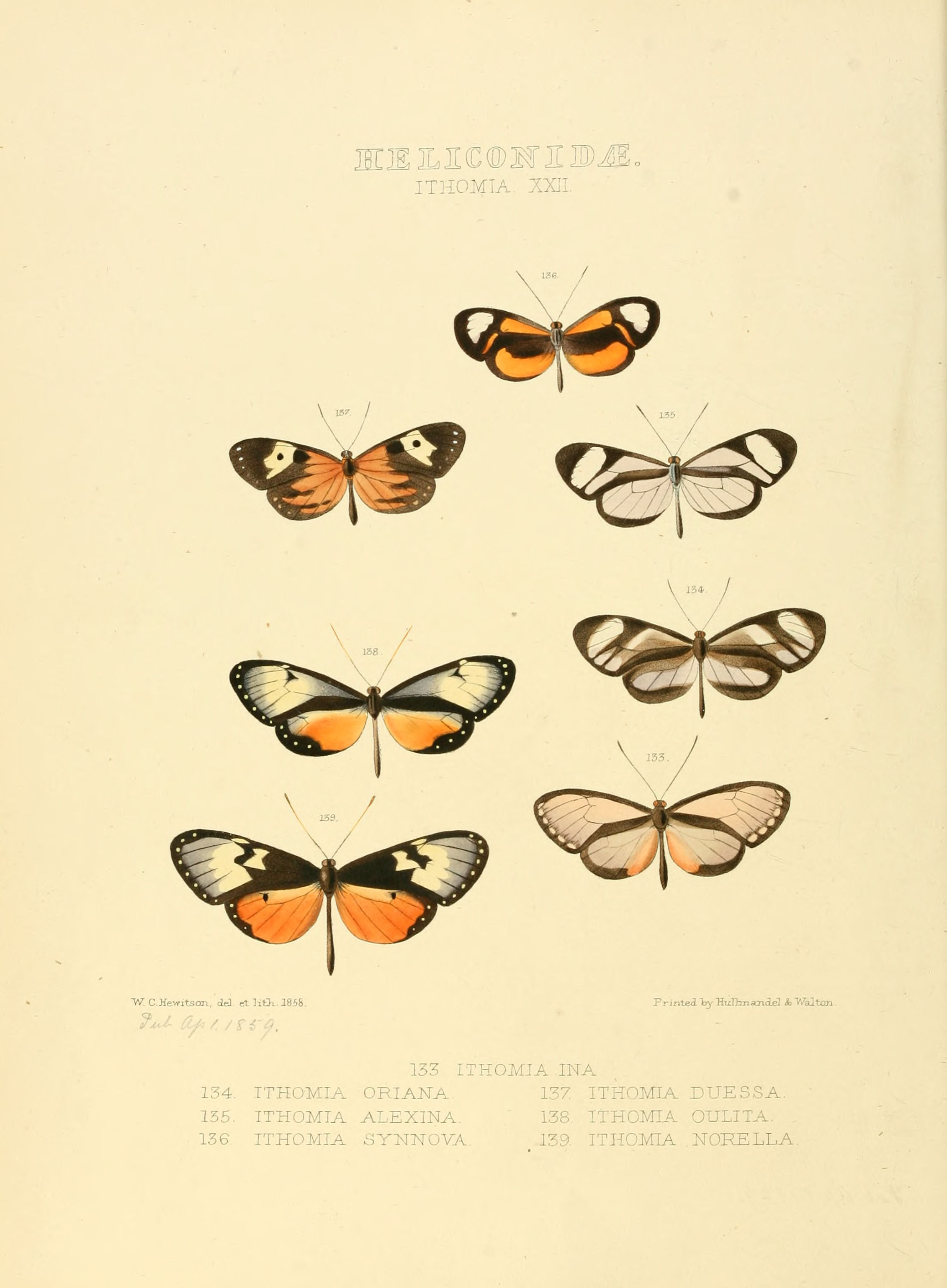
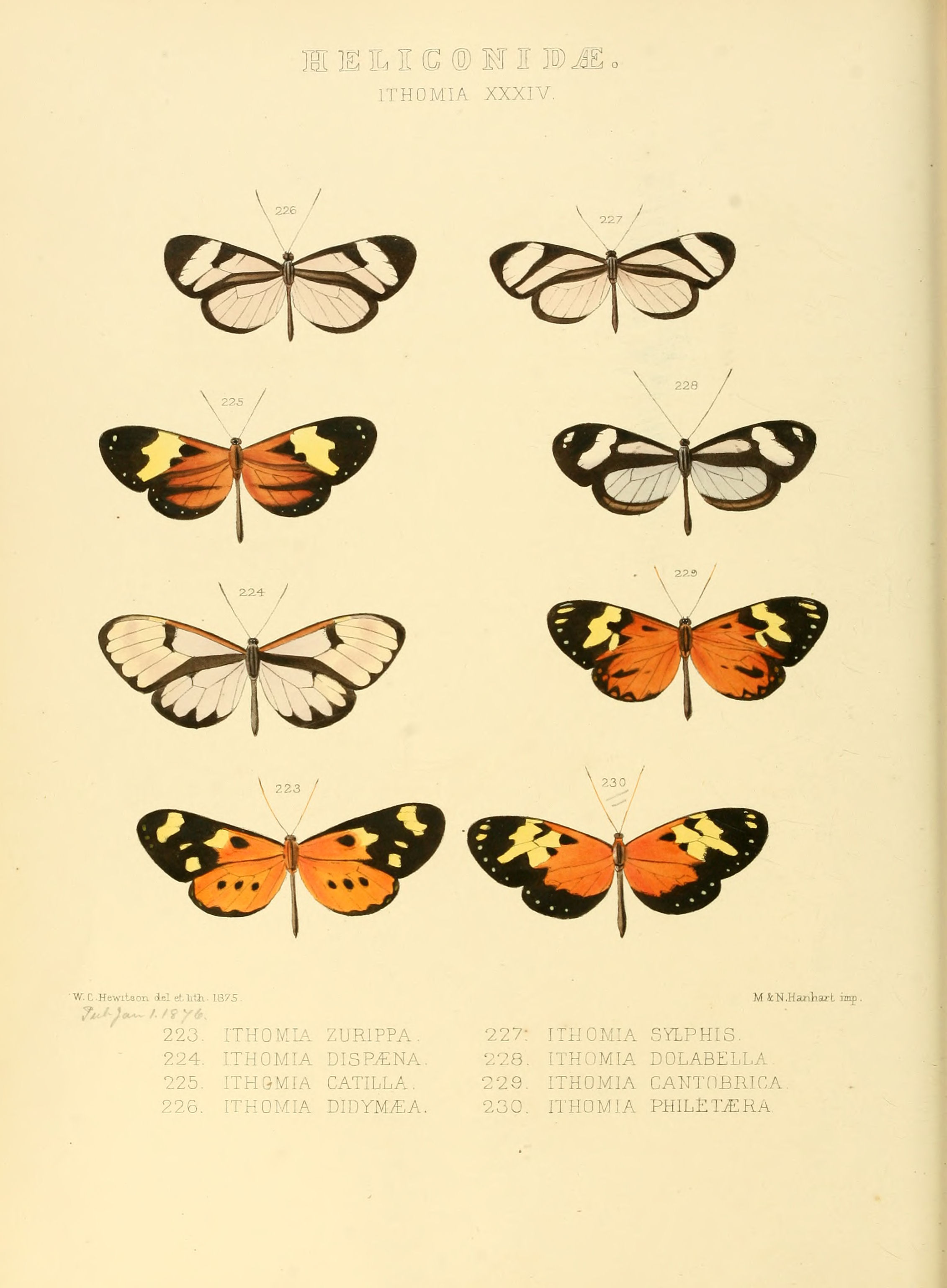